# Dom FDV, Ljubljana
Dom FDV je javni študentski dom, ki deluje v okviru Fakultete za družbene vede v Ljubljani; z domom upravlja javni zavod Študentski domovi v Ljubljani. Nahaja se na Kardeljevi ploščadi 5.
Prva stavba Doma FDV je bila zgrajena leta 1963. Imela je 11 nadstropij in približno 280 postelj.
Študente so izselili leta 2001, stavbo pa leta 2004 porušili zaradi potresne in požarne ogroženosti ter sanitarne neprimernosti. 
Leta 2006 so zgradili nov dom na mestu prejšnjega. Načrt za dom je naredil mag. Andrej Goljar. Trenutno ima dom 600 postelj s neto kapaciteto 6441 m2. V spodnjih nadstopjih so prostori FDV (predavalnice, kabineti, dekanat), nad njimi pa 289 študentskih postelj v nadstandardnih apartmajih.  